# Jeffrey D. Shaw
Jeffrey D. Shaw (ook: J.D. Shaw) (Wichita (Kansas), 1970) is een Amerikaans componist, muziekpedagoog en hoornist. 

## Levensloop
Shaw studeerde bij onder anderen Dr. Nicholas E. Smith aan de Wichita Staatsuniversiteit in Wichita (Kansas) en behaalde aldaar in 1992 zijn Bachelor of Music. Vervolgens studeerde hij bij Verne Reynolds (hoorn) aan de bekende Eastman School of Music in Rochester (New York) en behaalde in 1995 zijn Master of Music van de University of Rochester. Verdere leraren waren onder anderen Roland Berger, Philip Myers en David Krehbiel. 
Als actieve hoornist trad hij zowel als solist alsook in bekende orkesten op, zoals het Rochester Philharmonic Orchestra, het San Francisco Symphony Orchestra, Wichita Symphony Orchestra, het Missouri Symphony Orchestra, de Wiener Philharmoniker, het La Orquesta Sinfónica de Tenerife en het Boston Pops Orchestra. Hij was medeoprichter en arrangeur van het ensemble Boston Brass. Middels deze groep speelde hij met bekende koperblazers samen zoals Scott Hartman, Jens Lindemann, Scott Thornburg, Jeff Nelsen en Sam Pilafian.
Hij was ook arrangeur en instructeur voor koperinstrumenten van de mars-, drum- en showband Phantom Regiment Drum and Bugle Corps in Rockford (Illinois).
Als docent en lecturer werkte hij bij onder andere The Midwest Band and Orchestra Clinic in Chicago, National Association for Music Education (MENC) National Convention, Universiteit van Texas in Austin (Texas), Eastman School of Music, Florida State University in Tallahassee, Universiteit van Californië - Los Angeles en aan het Royal Northern College of Music (RNCM) in Manchester (Engeland). Vanaf de lente 2009 is hij assistent-professor voor hoorn aan en dirigent van de Marching Band van de Universiteit van New Mexico, Albuquerque.
Naast vele bewerkingen van klassieke werken voor koperkwintet schreef hij ook als componist onder andere Sounds of Russia voor Marching Band.